# 161750 Garyladd
161750 Garyladd è un asteroide della fascia principale. Scoperto nel 2006, presenta un'orbita caratterizzata da un semiasse maggiore pari a 2,5714684 au e da un'eccentricità di 0,1737690, inclinata di 1,75394° rispetto all'eclittica.